# Joaquín Rodrigo
Pour les articles homonymes, voir Rodrigo.
Œuvres principales
- Concerto d'Aranjuez
- Fantaisie pour un gentilhomme
- Concerto madrigal
- Tres piezas españolas
- Cuatro madrigales amatorios

Joaquín Rodrigo, 1er marquis de los Jardines de Aranjuez, né le 22 novembre 1901 à Sagonte (province de Valence) et mort le 6 juillet 1999 à Madrid, est un compositeur espagnol aveugle. Il est l'auteur de plusieurs concertos pour guitare, dont le célèbre Concerto d'Aranjuez (1939).

## Biographie
Né le 22 novembre 1901, jour de la sainte Cécile, à Sagonte, sur la côte  méditerranéenne de l'Espagne, Rodrigo est le benjamin des dix enfants de Vicente Rodrigo Peirats, propriétaire terrien d'Almenara, et de la seconde épouse de ce dernier, Juana Vidre Ribelles. Une épidémie de diphtérie éclate à Sagonte en 1905, faisant de nombreuses victimes parmi les enfants et rendant Joaquín Rodrigo quasi aveugle à l'âge de trois ans. 
L'année suivante, sa famille s'installe à Valence pour lui permettre de fréquenter une école pour enfants aveugles. Son premier attrait pour la musique remonte aux représentations lyriques du théâtre Apollo où sa famille se rend régulièrement. Il poursuit des études musicales au conservatoire de Valence de 1917 à 1922 auprès de Francisco Antich (harmonie), Enrique Goma et Eduardo López-Chávarri (es). 
Rafael Ibáñez, employé par sa famille pour l'assister et qui deviendra son secrétaire, son copiste et son ami, lui donne accès par la lecture à la littérature espagnole, à la philosophie et aux ouvrages les plus variés. Une de ses premières œuvres importantes est une page pour orchestre, Juglares (1923). En 1925, Rodrigo remporte le deuxième prix au Concours national de composition avec ses Cinco Piezas infantiles pour piano. 
Rodrigo se rend ensuite à Paris où il suit les cours de Paul Dukas à l'École normale de musique de 1927 à 1932. Il fréquente le milieu musical parisien, rencontre Maurice Ravel, Ricardo Viñes et Manuel de Falla. Il réside en France, en Allemagne, en Suisse et en Autriche pendant la guerre civile espagnole, période durant laquelle il écrit plusieurs œuvres vocales d'une rare profondeur (dont Cántico de la esposa, d'après saint Jean de la Croix, 1934) et le poème symphonique Per la flor del lliri blau (1934). Le 19 janvier 1933, il épouse la pianiste Victoria Kamhi à Valence. Ils auront une fille, Cecilia, qui naîtra en 1941.
Rodrigo revient définitivement en Espagne en 1939 après la guerre civile, l'année où il compose le Concierto de Aranjuez pour guitare et orchestre, créé à Barcelone le 9 novembre 1940 et qui assure aussitôt sa notoriété internationale. Cette œuvre tire son nom des jardins du palais royal d'Aranjuez, l'une des résidences des Bourbons d'Espagne. Elle survient à point nommé, au moment où la guitare, qui manque alors de répertoire concertant, connaît un regain d'intérêt grâce à la personnalité d'Andrés Segovia. 
Désormais célèbre, Rodrigo ne cessera de composer pour livrer une œuvre variée qui couvre aussi bien la musique de scène, la musique concertante (concertos pour guitare, piano, violon, violoncelle, harpe, etc.), que la musique vocale ou la musique de chambre et le flamenco.
Atteint de cécité, Joaquín Rodrigo composait en braille. Puis il dictait chaque partie séparée de ses partitions, note par note, à un copiste, ce qui est un travail très laborieux, qui lui prenait beaucoup plus de temps que d'écrire l'œuvre en elle-même. Puis, le travail du copiste effectué, il devait vérifier chaque partie avec sa femme au piano, avant de pouvoir envoyer la partition à un éditeur.
Fréquemment dans ses œuvres, Joaquín Rodrigo fait apparaître le chant du coucou, qui est comme un signe distinctif de son œuvre.
Rodrigo est directeur du département musical de Radio Nacional de España et occupe dès 1939 la chaire de musique Manuel de Falla créée pour lui à l'Université de Madrid. En 1980, il reçoit la Médaille d'or du mérite des beaux-arts par le Ministère de l'Éducation, de la Culture et des Sports. En 1991, il est anobli par le Roi Juan Carlos I avec le titre de marquis de los Jardines de Aranjuez. Il reçoit en 1996 le Prix Prince des Asturies à sa création.
Il meurt le 6 juillet 1999, à Madrid, deux ans après son épouse Victoria, décédée le 21 juillet 1997.

## Œuvres

### Instrument soliste avec orchestre
- Piano et orchestre
  - Concerto Heroico (1933-1941) - 30 min
  - Concierto para piano (1995), version révisée par Joaquín Achúcarro du Concierto heroico - 30 min

- Violon et orchestre
  - Cançoneta (1923) - 4 min
  - Concerto de estio (1943) - 20 min

- Violoncelle et orchestre
  - Concierto in modo galante (1949) - 20 min
  - Concierto como un divertimento (1981) - 21 min

- Harpe et orchestre
  - Concerto Serenata pour harpe et orchestre (1954) - 23 min
  - Sones en la Giralda (1963), fantaisie sévillane - 10 min
  - Concerto d'Aranjuez (1974), transcription de l'auteur pour harpe et orchestre (à la demande du harpiste Nicanor Zabaleta) - 20 min

- Guitare et orchestre
  - Concerto d'Aranjuez, pour guitare et orchestre (1939) - 20 min
  - Fantaisie pour un gentilhomme, pour guitare et orchestre (1954) - 22 min
  - Concerto Andaluz, pour quatre guitares et orchestre (1967) - 25 min
  - Concerto Madrigal, pour deux guitares et orchestre (1966) - 30 min
  - Concerto para una fiesta, pour guitare et orchestre. (1982) - 28 min
  - Sones en la Giralda (1993), fantaisie sévillane, transcription de Pepe Romero - 10 min

- Flûte et orchestre
  - Concerto pastoral (1978) - 25 min
  - Fantasía para un gentilhombre (1978), transcription de J. Galway - 22 min
  - Aria antigua (1998), transcription de B. Wystraëte avec orchestre à cordes - 4 min

### Musique instrumentale
- Juglares (1923), essai symphonique - 5 min
- Cinco piezas infantiles (1924) - 12 min
- Preludio para un poema a la Alhambra (1928) - 8 min
- Per la flor del lliri blau (1934), poème symphonique - 17 min 30 s
- Miedo (1936) - 10 min
- Homenaje a la Tempranica (1939) - 5 min
- Pavana real (1955), suite du ballet en trois journées - 30 min
- Música para un jardĺn (1957) - 12 min
- Dos danzas españolas (1966), suite pour castagnettes et orchestre - 9 min
- A la busca del más allá (1976), poème symphonique - 15 min
- Palillos y panderetas (1982) - 13 min

### Orchestre de chambre
- Tres viejos aires de danza (1929) - 11 min
- Soleriana (1953) - 40 min

### Orchestre à cordes
- Zarabanda lejana y Villancico (1927-30) - 9 min
- Dos miniaturas andaluzas (1929) - 5 min
- Dos piezas caballerescas (1945), pour orchestre de violoncelles (4 solos) - 6 min

### Orchestre à vent
- Per la flor del lliri blau (1934), poème symphonique; transcription de l'auteur - 17 min
- Homenaje a la Tempranica (1939), transcription de E. Gomez - 4 min
- Homenaje a Sagunto (1955) - 3 min 30 s
- Adagio para instrumentos de viento (1966) - 10 min
- Pasodoble para Paco Alcalde (1975) - 4 min

### Orchestre à cordes pincées
- Estudiantina (1962) - 4 min

### Instruments à clavier
- Piano à deux mains
  - Deux berceuses (1923-1928) - 6 min
  - Suite para piano (1923) - 10 min
  - Canción y danza (1925) - 5 min
  - Bagatela (1926) - 3 min
  - Pastoral (1926) - 2 min
  - Preludio al gallo mañanero (1926) - 3 min 30 s
  - Zarabanda lejana (1926) - 4 min
  - Air de ballet sur le nom d'une jeune fille (1929) - 4 min
  - Serenata española (1931)
  - Sonada de adíos (1935), hommage à Paul Dukas (1935) - 4 min
  - Cinco piezas del siglo XVI (1938) - 9 min
  - Cuatro piezas para piano (1938) - 11 min
  - Tres danzas de España (1941) - 5 min
  - À l'ombre de Torre Bermeja (1945) - 5 min
  - Cuatro estampas andaluzas (1946-1952) - 12 min
  - El Album de Cecilia (1948), 6 pièces pour les petites mains - 9 min
  - Sonatas de Castilla (1950-1951) - 22 min
  - Danzas de la amapola (1972) - 2 min 30 s
  - Tres evocaciones (1981) - 13 min
  - Preludio de añoranza (1987) - 3 min 30 s
  - Aranjuez, ma pensée (1988), version par l'auteur du 2e mouvement du Concierto de Aranjuez - 6 min

- Piano à quatre mains
  - Juglares (1923) - 5 min
  - Gran marcha de los Subsecretarios (1941) - 4 min 30 s
  - Atardecer (1975) - 7 min
  - Sonatina para dos muñecas (1977) - 7 min
- Deux pianos
  - Cinco piezas infantiles (1924) - 11 min
- Clavecin
  - Preludio y ritornello (1979) - 6 min

### Œuvres pour un instrument
- Guitare
  - Zarabanda lejana (1926) - 5 min
  - Toccata (1933) - 8 min
  - En los trigales (1938) - 4 min
  - Tiento antiguo (1942) - 3 min 30 s
  - Bajando de la meseta (1954) - 13 min
  - Tres piezas españolas (1954) - 13 min
  - Entre olivares (1956) - 5 min 30 s
  - Junto al Generalife (1957) - 5 min
  - Sonata giocosa (1959) - 11 min 30 s
  - En tierras de Jerez (1960) - 4 min 30 s
  - Invocación y danza (1962), hommage à M. de Falla - 9 min
  - Tres pequeñas piezas (1963) - 9 min
  - Sonata a la española (1969) - 9 min
  - Elogio de la guitarra (1971) - 15 min
  - Pájaros de primavera (1972) - 4 min 30 s
  - Dos preludios (1977) - 7 min
  - Tríptico (1978) - 12 min
  - Un tiempo fue Itálica famosa (1981) - 7 min 30 s
  - Ecos de Sefarad (1987) - 4 min
  - Qué buen caminito! (1987) - 4 min
  - Aranjuez, ma pensée (1988), version de l'auteur du 2e mouvement du Concierto de Aranjuez - 6 min
  - Pastoral (1993), version de Pepe Romero - 2 min 30 s
  - Fandango del Ventorrillo (1993), version de Pepe Romero - 2 min
  - El Album de Cecilia (1998), version de Pepe Romero - 7 min 30 s
- Violon
  - Capriccio (1944), offrande à Sarasate - 7 min
- Violoncelle
  - Como una fantasía (1979) - 8 min
- Harpe
  - Impromptu (1959) - 3 min
- Bandonéon
  - Moto perpetuo (1960) - 4 min

### Œuvres pour deux instruments
- Deux guitares
  - Tonadilla (1959) - 12 min
  - Fandango del ventorrillo (1993), version de Pepe Romero - 2 min
  - Concierto madrigal (1995), version du Duo Amadeus - 28 min
- Violon et piano
  - Dos esbozos (1923) - 5 min
  - Rumaniana (1943) - 5 min
  - Sonata pimpante (1966) - 16 min 30 s
  - Set Cançons valencianes (1982) - 17 min
- Violoncelle et piano
  - Siciliana (1929) - 5 min
  - Sonata a la breve (1977) - 10 min
- Flûte et piano
  - Aria antigua (1959) - 4 min
- Flûte et guitare
  - Aria antigua (1959), transcription de l'auteur - 4 min
- Flûte ou violon et guitare
  - Serenata al alba del dia (1982) - 5 min
  - Set cançons valencianes (2003), transcription de Peter E. Segal pour violon et guitare -  17 min
- Harmonica et piano
  - Aldea de España (1956) - 10 min

### Œuvres pour quatre instruments
- Dos piezas caballerescas (1986), version de Peter Jermer pour quatre guitares - 6 min

### Musique vocale
- Voix et orchestre
  - Serranilla (1928), pour soprano - 3 min
  - Cántico de la esposa (1934), pour soprano - 4 min
  - Quatre cançons en llengua catalana (1934-1946), pour soprano - 12 min
  - Tríptic de Mossèn Cinto (1934-1946), pour soprano - 12 min
  - Romance del Comendador de Ocaña (1947), pour soprano - 6 min
  - Ausencias de Dulcinea (1948), pour basse ou baryton et quatre sopranos - 15 min
  - Cuatro madrigales amatorios (1948), pour soprano - 8 min
  - Duérmete, niño (1952) pour soprano et basse ou baryton - 4 min
  - La espera (1952,) pour soprano - 3 min
  - Retablo de Navidad (1952), pour soprano, basse et chœur mixte - 22 min
  - Rosaliana (1965), pour soprano - 13 min
  - Cantos de amor y de guerra (1968), pour soprano - 14 min 30 s
- Solistes, chœur et orchestre
  - Cantan por Belén pastores (1952), pour soprano et chœur - 4 min
  - Retablo de Navidad (1952), pour soprano, basse et chœur mixte - 22 min
  - Música para un códice salmantino (1953), pour basse et chœur mixte - 12 min
  - La azucena de Quito (1960), oratorio inachevé, air pour soprano, hautbois, cor anglais et célesta - 8 min
  - Himnos de los neófitos de Qumrán (1965-1974), pour trois sopranos et chœur - 20 min
- Chœur et orchestre
  - Cántico de San Francisco de Asís (1982), pour chœur mixte - 18 min
- Voix et ensemble instrumental
  - La Azucena de Quito (1960), oratorio inachevé - 8 min
  - Cántico nupciales (1963), pour trois sopranos et orgue - 10 min
  - Líricas castellanas (1980), pour soprano, flûte, hautbois et guitare - 8 min
- Chœur a cappella
  - Ave María (1923-1954), pour chœur mixte - 3 min
  - Jo tinc un burro (1933), pour chœur mixte - 3 min
  - Tres canciones sefardíes del siglo XV (1950-1951), pour chœur mixte - 8 min
  - À la chiribirivuela (1952), pour chœur mixte - 1 min 30 s
  - À la clavelina (1952) pour voix blanches - 1 min 30 s
- Voix et piano
  - Cantiga (1925) - 3 min
  - Romance de la Infantina de Francia (1928) - 5 min
  - Serranilla (1928) - 3 min
  - Barcarola (1934) - 3 min
  - Cançó del teuladí (1934) - 3 min 30 s
  - Cántico de la esposa (1934) - 4 min
  - Esta niña se lleva la flor (1934) - 3 min
  - Estribillo (1934) - 2 min
  - Soneto (1934) - 3 min
  - Canticel (Trovadoresca) (1935) - 3 min
  - Coplas del pastor enamorado (1935) - 4 min
  - Fino cristal (1935) - 3 min
  - Canción del Cucú (1937) - 3 min
  - Canción del grumete (1938) - 2 min
  - Chimères (1939) - 3 min 30 s
  - La chanson de ma vie (1939) - 3 min 30 s
  - La canción de mi vida (1946) - 3 min
  - El mar me llama (1946) - 3 min
  - Cuatro madrigales amatorios (1947) - 8 min
  - Romance del Comendador de Ocaña (1947) - 6 min
  - Primavera (1950) - 5 min
  - Romancillo (Por mayo era por mao) (1950) - 3 min
  - Doce canciones españolas (1951) - 18 min
  - Un home, san Antonio ! (1951) - 3 min
  - La espera (1952) - 4 min 30
  - tres villancicos (1952) - 7 min
  - Dos poemas de Juan Ramón Jiménez (1960) - 5 min
  - La grotte (1962) - 5 min
  - El hijo fingido (Seis arias) (1963) - 18 min
  - Cuatro canciones sefaradíes (1965) - 8 min
  - Sobre el cupey (1965) - 3 min
  - Aranjuez mon amour (1967), version du 2e mouvement du Concierto de Aranjuez - 4 min
  - En Aranjuez con tu amor (1968), version id. - 4 min
  - El tren de las penas mías (1970) - 3 min 30 s
  - Con Antonio Machado (1971) - 25 min
  - Dos canciones para cantar a los niños (1973) - 5 min
  - Arbol (1987) - 2 min
  - Por qué te llamaré ? (1987) - 2 min
- Voix et flûte
  - Ave Maria (1923), avec soprano - 3 min
  - Dos poemas de Juan Ramón Jiménez (1960) - 5 min
  - Primavera (1995), version de M. Zanetti pour soprano léger, flûte et piano - 5 min
- Voix et guitare
  - Coplas del pastor enamorado (1935) - 4 min
  - Tres canciones españolas (1951) - 6 min 30 s
  - Tres villancicos (1952) - 7 min
  - Romance de Durandarte (1955) - 4 min
  - Folías canarias (1958) - 3 min
  - Aranjuez, ma pensée (1988), version de l'auteur du 2e mouvement du Concierto de Aranjuez - 5 min

### Musique de scène
- Comédie lyrique
  - El hijo fingido (1955-1960) - 80 min
- Opérette
  - El duende azul (1946), non publié intégralement
- Ballet
  - Pavana real (1965) - 30 min
  - Juana y los caldereros (1956) - 20 min
  - La bella durmiente (1962) - 3 min
- Musique de scène
  - Miedo (1936) - 10 min
  - La vida es sueño (1938) - 10 min
  - El beso a la bella durmiente (1944) - 3 min
  - El desdén con el desdén (1951) - 2 min
  - La destruccion de Sagunto (1954) - 30 min
  - Cyrano de Bergerac (1955) - 5 min
  - Tiestes (1956) - 10 min
  - Edipo rey (1956) - 4 min
  - Sónnica, la cortesana (1975) - 20 min

### Musique de film
- - Sor intrépida (1952)
  - El hereje (1956)
  - Hommes en détresse (La guerra de Dios) (1953)
  - Música para un jardín (1957) - 12 min

## Prix et hommages
- 1983 : Prix national de musique

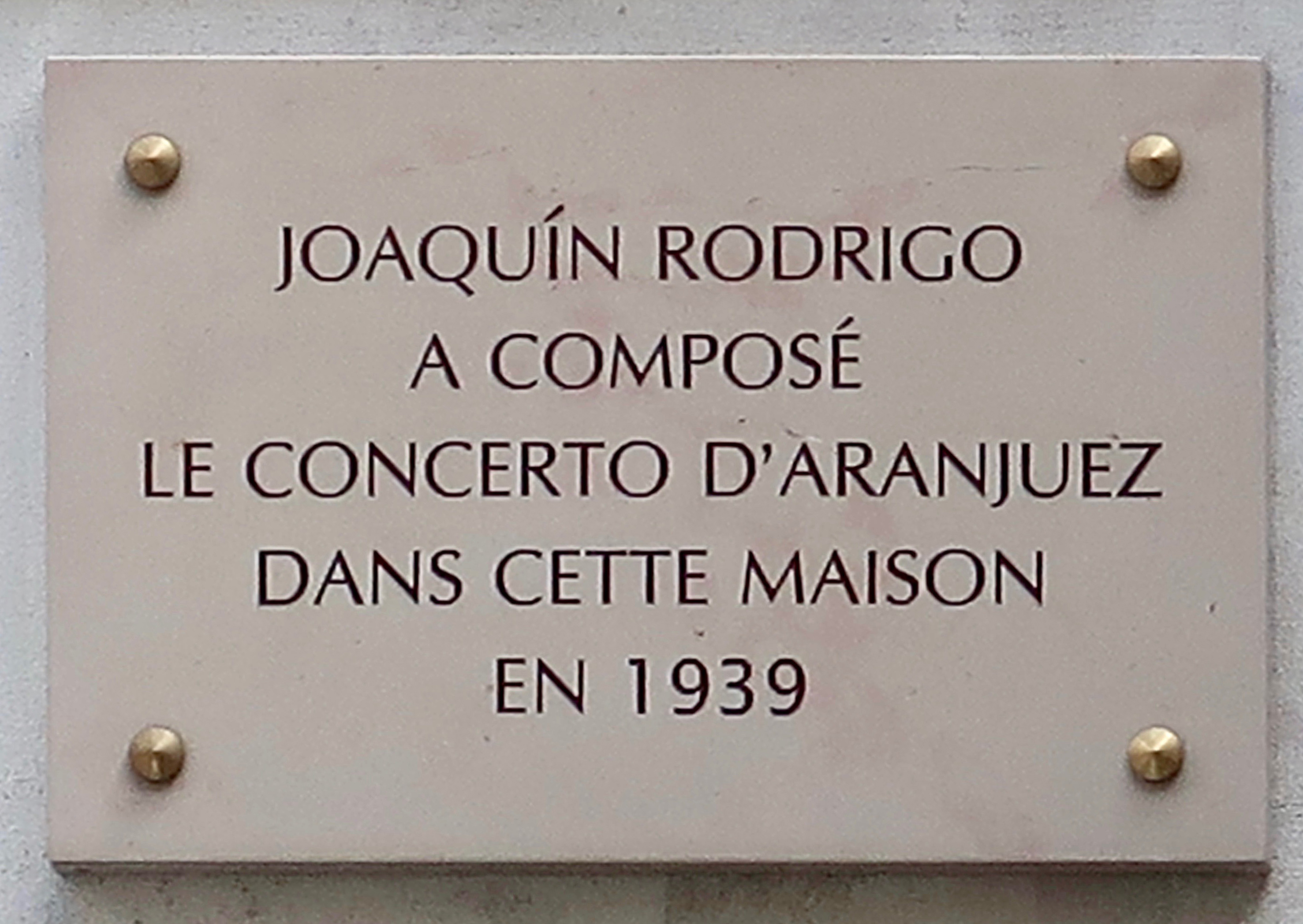
Plaque au n°159 rue Saint-Jacques (Paris).

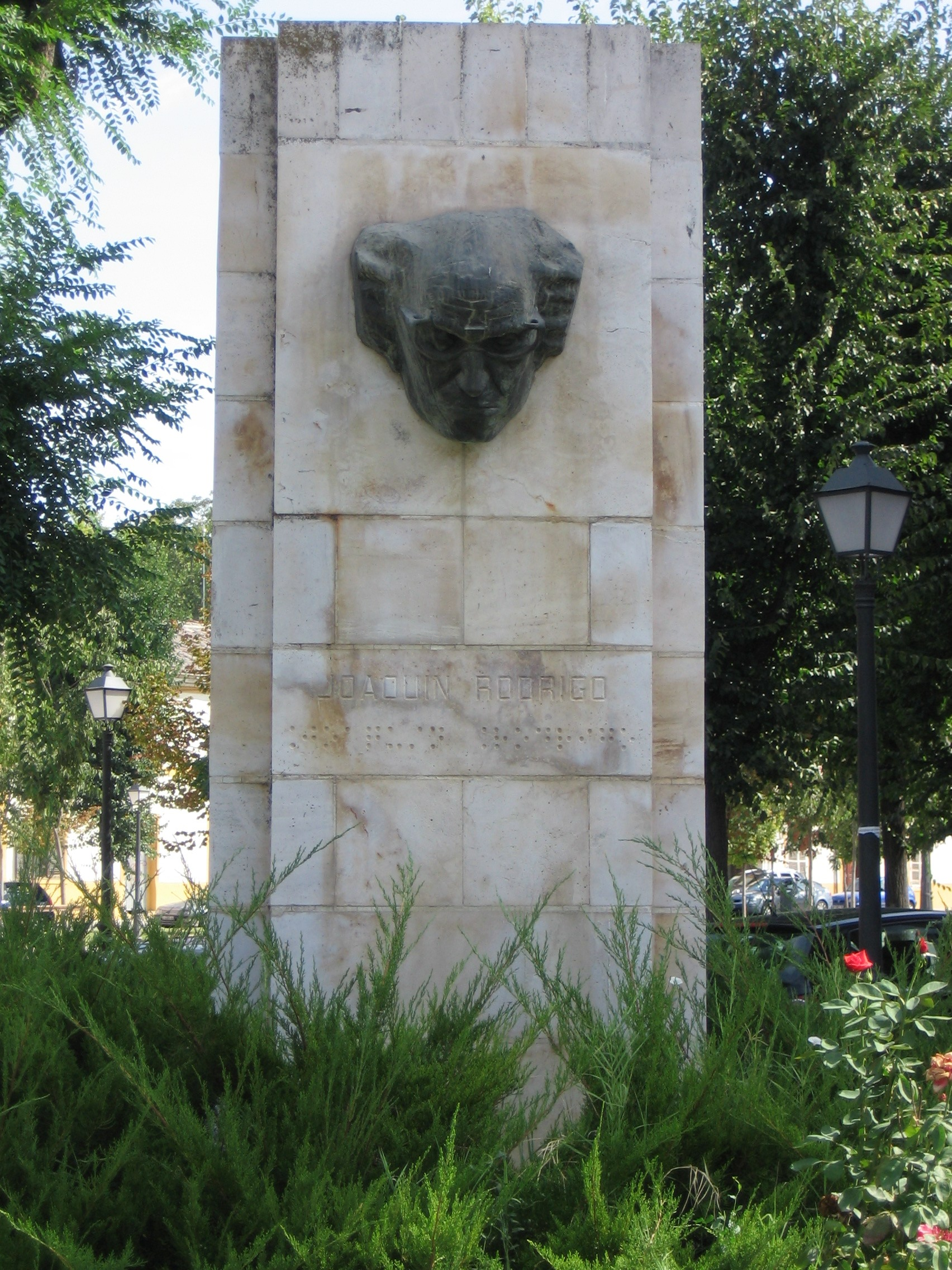
Monument en l'honneur de Joaquín Rodrigo à Aranjuez.

- Une plaque commémorative a été posée le mardi 15 mars 2016 sur la façade de l'immeuble au 159 rue Saint-Jacques (Paris), dans le 5e arrondissement, en présence de sa fille et de l'ambassadeur d'Espagne, lieu où il habita et composa le célèbre Concierto de Aranjuez en 1939.